# Tõde ja õigus
Tõde ja õigus es una película de drama épico estonia de 2019 dirigida por Tanel Toom. La película es una adaptación del primer volumen de la pentalogía épica social de 1926-1933 del mismo nombre del autor estonio Anton Hansen Tammsaare.
Fue seleccionada como la entrada de Estonia a la Mejor Película Internacional en la 92.ª edición de los Premios Óscar, llegó a la lista de finalistas de diciembre, pero no llegó a recibir una nominación. Recibió el Premio Satellite a la Mejor Película en Lengua Extranjera, lo que la convierte en la segunda película estonia en hacerlo después de Mandariinid .
La película tuvo un presupuesto de 2,5 millones de euros y recaudó 1,55 millones de euros en taquilla. Es la película más vista en los cines estonios desde que Estonia recuperó su independencia. Los periodistas de cine estonios la seleccionaron como la mejor película estonia en 2019.

## Sinopsis
En 1870, el nuevo dueño de la granja de Robber's Rise lucha contra un vecino rival, así como contra su propia familia y sus creencias.

## Reparto
- Priit Loog como Andres
- Priit Võigemast como Pearu
- Ester Kuntu como Mari
- Maiken Schmidt como Krõõt
- Risto Vaidla como El joven Andrés
- Loora-Eliise Kaarelson como Maret
- Indrek Sammul como Sauna-Madis
- Marika Vaarik como La esposa de Madis

## Recepción
La película recibió elogios generalizados de la crítica local. Escribiendo para Delfi, Ragnar Novod señaló que "Tõde ja õigus se crea exactamente al estilo del cine mundial e incluso la persona más distante de Estonia puede disfrutar del cine con un corazón tranquilo y sin saber nada sobre las novelas de Tammsaare o su significado en nuestra historia cultural. Los temas tratados en las películas son universales y, por lo tanto, no encuentro ninguna razón por la que la película no deba distribuirse en la medida de lo posible y tal vez incluso llevarse a los Oscar".